# Epicadinus
Epicadinus is een geslacht van spinnen uit de  familie van de krabspinnen (Thomisidae).

## Soorten
- Epicadinus albimaculatus (Mello-Leitão, 1929)
- Epicadinus biocellatus (Mello-Leitão, 1929)
- Epicadinus helenae (Piza, 1936)
- Epicadinus marmoratus (Mello-Leitão, 1947)
- Epicadinus polyophthalmus (Mello-Leitão, 1929)
- Epicadinus spinipes (Blackwall, 1862)
- Epicadinus trifidus (O. P.-Cambridge, 1893)
- Epicadinus trispinosus (Taczanowski, 1872)
- Epicadinus tuberculatus (Petrunkevitch, 1910)
- Epicadinus villosus (Mello-Leitão, 1929)